# Caitlin Nic Aonghais
Caitlin Nic Aonghais, ou Kathleen MacInnes pour les anglophones, est une chanteuse, comédienne et présentatrice de télévision, née le 30 décembre 1969. Elle est originaire de l'île d'Uibhist a Deas (South Uist en anglais) dans les Hébrides, en Écosse.
Elle est surtout connue pour son interprétation de l’Òran na Cloiche, un vieux chant qui évoque la pierre du Destin et le jour où des étudiants écossais l’ont dérobé à l’abbaye de Westminster. Elle est aussi connue pour avoir interprété le rôle de Anna dans le célèbre soap gael Machair de 1995 à 1998,.

## Biographie
La langue maternelle de Caitlin Nic Aonghais est le gaélique écossais. Elle a grandi dans une famille gaëlle et a appris la musique au contact de son entourage. Elle déclare avoir reçu une enfance heureuse, dans une région « magnifique et très reculée ». Ses oncles jouaient du tin whistle et de l'accordéon, et lors des ceilidhs, elle était exposée à la tradition orale gaélique. En gaélique écossais, une ceilidh ne désigne pas nécessairementun bal traditionnel, mais le simple fait de rencontrer d'autres gens pour faire la fête, chanter des chansons, jouer de la musique, danser et raconter des histoires : c'est une rencontre festive. 
Le protestantisme est la religion dominante dans le nord des Hébrides extèrieures (Leodhas, Na Hearraidh et Uibhist a tuath) alors que le catholicisme est dominant dans le sud (Beinn na Faoghla, Uibhist a Deas et Barraigh). Étant d'Uibhist a Deas, Caitlin Nic Aonghais est catholique. Elle raconte que sa mère chantait à l'église et que les chants catholiques, en particulier les cantiques, ont aussi eu une grande influence sur elle. Elle dit aussi apprécier la musique country.
La plupart des chanteuses gaëlles commencent leur carrière très tôt, souvent dans leur enfance à l'occasion du Mòd, à l'instar de Karen Nic Mhàthain ou de Julie Fowlis. Au contraire, Caitlin Nic Aonghais se dit d'un naturel timide, ce qui selon elle explique pourquoi elle n'a pas commencé sa carrière que vers la trentaine.
De 1995 en 1998, elle interprète le rôle d'Anna dans le soap gael Machair. La série se déroule à Leodhas et raconte la vie des concitoyens de Crobost et de l'institut universitaire local, le Bradan mòr (« le grand Saumon », le saumon étant symbole de connaissance dans la mythologie gaelle) qui évoque celle du vrai « college du château » de Steòrnabhag, le Colaiste a' Chaisteil. Anna est une jeune étudiante, qui à peine arrivée, tombe amoureuse Calum, un étudiant plus âgé originaire de Barraidh, interprété par Tony Kearney.
Comme Tony Kearney ou Dàibhidh Walker, elle incarne aussi de nombreux personnages de dessins animés programmés par la chaîne de télévision BBC Alba. C'est elle, par exemple, qui interprète la rose dans l'adaptation gaélique de la série d'animation Le Petit Prince (Am Prionnsa beag). 
En 2000, elle interprète le rôle principal du téléfilm An Ceasnachadh (« l'interrogatoire »): la jeune institutrice, Kay Matheson, est interrogée par la police pour son implication dans le vol de la pierre du Destin aux côtés de Ian Robertson Hamilton. Dans le livret de son premier CD, Òg-Mhadainn Shamhraidh, elle déclare que c'est à cette occasion qu'elle a appris et interprété pour la première fois l’Òran na Cloiche. 
En 2007, elle chante et interprète le rôle de Catriona dans le film Seachd, de Chris Young.
Elle chante aussi sur la bande son du Robin des bois de Ridley Scott, sorti en 2010. Le metteur en scène, qui avait été frappé par sa voix en regardant Seachd, décide de la contacter. Mais elle a failli ne pas y participer car son passeport n'était plus valide. Finalement, elle a procédé aux enregistrement dans un studio londonien. En 2014, elle interprète aussi Muriel, le rôle principal de la comédie télévisée Gaol @ Gael, produite par BBC Alba.

## Œuvre

### Discographie
Sa langue maternelle étant le gaélique écossais, Caitlin Nic Aonghais chante essentiellement dans cette langue. Elle a sorti deux albums solo où elle reprend des puirt-à-beul et des òrain-luaidh traditionnels, mais aussi des compositions plus récentes comme l’Òran na Cloiche (le chant de la Pierre) de Dòmhnall ruadh Phàislig (1889-1964), ou Duthaich MhicAoidh (le pays des MacKay) de Ewan Robertson (1842-1895). Le premier album, Òg-Mhadainn Shamhraidh (Aube d’été) est sorti en 2006, le deuxième, Cille Bhrìde, en 2012. Parmi les musiciens et arrangeurs qui y ont participé, on trouve les figures majeures de la musique gaélique écossaise actuelle : Dòmhnall Seathach (anglais: Donald Shaw) et Karen NicMhàthain (anglais: Karen Matheson), Julie Fowlis, etc. 
En plus de ces propres albums, elle a participé à ceux de nombreux autres artistes, en particulier :
- Iain MacDonald & Iain MacFarlane - The First Harvest (2002)
- Maggie MacInnes - Òran na Mnà (A Woman's Song) (2006)
- Julie Fowlis - Cuilidh (2007)
- Griogair Labhruidh - Dail-riata (2007)
- Deoch 'n' Dorus - The Curer (2008)
- Blair Douglas - Stay Strong (Bithibh Laidir / Rester Fort) (2008)
- Flying Fiddles - Flying Fiddles (2009)
- Marc Streitenfeld - Robin Hood (Musique du film) (2010)
- Seudan - Seudan (2011)
- Salsa Celtica - The Tall Islands (2014)
- Niteworks - Maraiche (2015)
- Trail West - Rescattermastered (2016)

### Filmographie
- An Ceasnachadh: The Interrogation of a Highland Lass (2000)
- Seachd: The Inaccessible Pinnacle (2007)

### Télévision
- Speaking our Language (1992-1996)
- Machair (1995–1998)
- Bannan (2014)
- Gaol @ Gael (2014)

## Distinctions
- Scots Trad Music Awards: Interprète gaélique de l’année (2006)
- Scots Trad Music Awards: album of the year (2012)